# 빠담풍
"빠담풍"은 1992년에 개봉한 대한민국의 영화이다.

## 캐스팅
- 강리나 : 장 여사 역
- 전무송 : 조동찬 역
- 배수천
- 곽은경
- 김하림
- 김석옥
- 육철
- 양택조
- 남수정
- 김진선
- 손전
- 박예숙
- 김신명
- 오도규
- 이진수
- 신동욱